# Semaines musicales de Frutillar

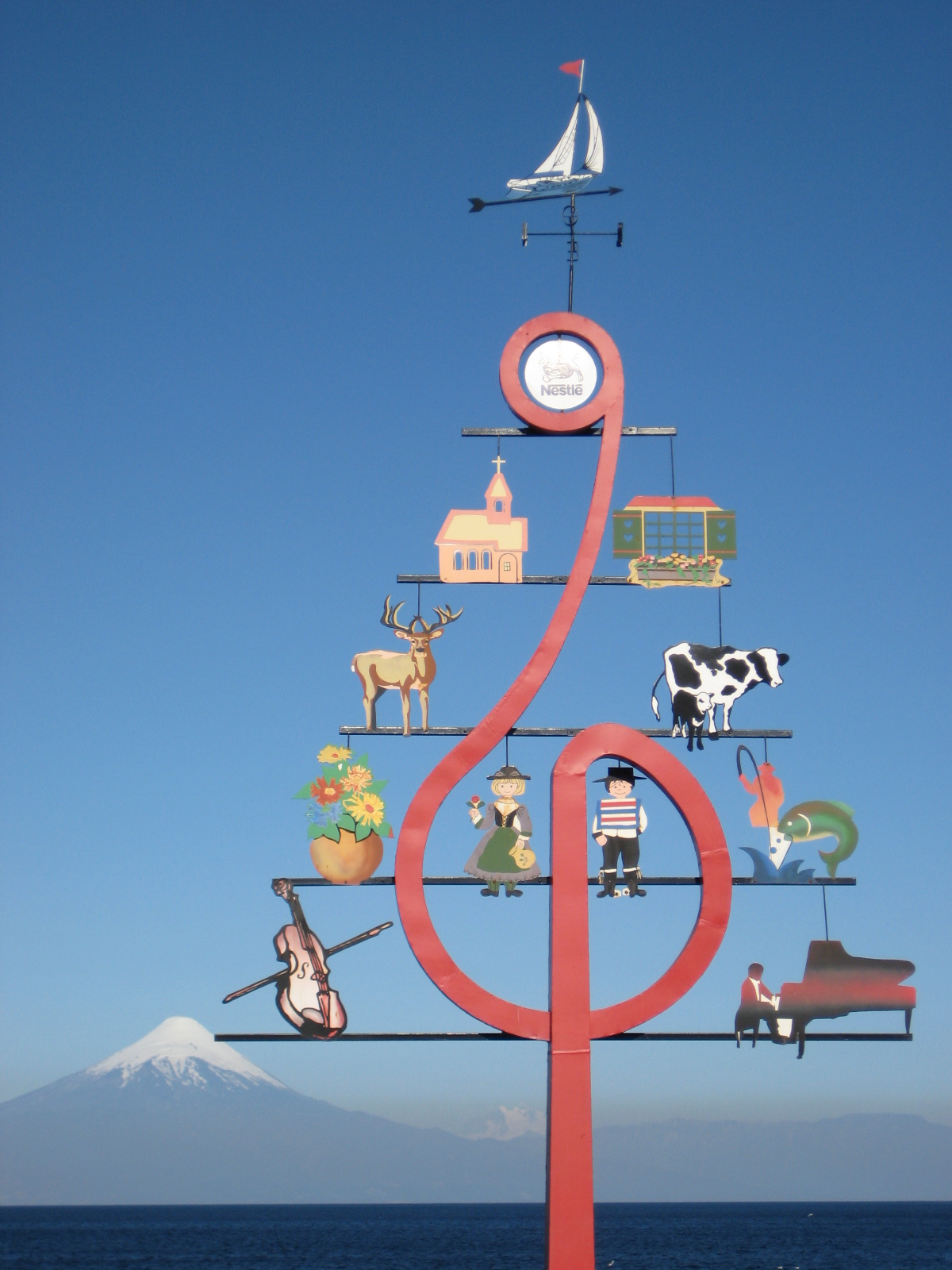
L’emblême des Semanas Musicales de Frutillar

Les Semaines musicales de Frutillar (Semanas Musicales de Frutillar) sont un festival de musique classique qui se déroule pendant 10 jours à Frutillar, dans la Région des Lacs au Chili. Il a lieu chaque année entre le 27 janvier et le 5 février, et présente environ 40 concerts donnés par des musiciens chiliens et étrangers ,
Cet évènement a pris une certaine ampleur grâce à la construction du Teatro del Lago en novembre 2010.
Parmi les artistes ayant participé à ce festival, on peut citer : Mahani Teave, Ishay Shaer, Piotr Oczkowski et Carla Sandoval.